# Learjet 24
Il Learjet 24 è un business jet statunitense bigetto prodotto dalla Learjet. Si tratta di una versione sviluppata dal Learjet 23.

## Storia del progetto
Nel 1964, la società Learjet ha iniziato gli studi per un nuovo business jet derivato dal Learjet 23 con un peso massimo al decollo di 6 120 kg, in linea con la certificazione FAR 25 rilasciata dalla FAA, l'ente statunitense per l'aviazione civile. L'annuncio ufficiale del nuovo velivolo è stato fatto alla stampa nel mese di ottobre del 1965.
Sul modello 24 sono stati introdotti diversi miglioramenti, tra cui:
- una maggiore pressurizzazione della cabina, per consentire un'altitudine operativa superiore.
- l'aggiunta di un finestrino in più su ciascun lato della cabina.
- motori più potenti.
- un nuovo parabrezza.
- serbatoi combustibile ausiliari posti all'estremità delle ali.
- un sistema antincendio per i motori.

Il prototipo del Learjet 24A ha realizzato il suo primo volo il 24 febbraio 1966. Dal 23 al 26 maggio del 1966, un Learjet 24 ha effettuato un volo intorno al mondo in 50 ore e 20 minuti, come dimostrazione delle proprie capacità.
Dal Learjet 24 venne successivamente sviluppato un modello migliorato, commercializzato come Learjet 25.

## Versioni

### Learjet 24A
Versione standard. Derivato dalla conversione dei Learjet 23 esistenti. Peso massimo al decollo 13 499 libbre (6.123 kg). Venne certificato dalla FAA il 9 novembre 1966. 81 aerei costruiti.

### Learjet 24B
Versione migliorata, alimentata da due General Electric CJ610-6 in grado di generare 13,1 kN di spinta. Il peso massimo al decollo è di 13 499 libbre (6 123 kg). Venne certificato dalla FAA il 17 dicembre 1968. 49 aerei costruiti.

### Learjet 24C
Una versione leggera del 24B, non munita di serbatoi supplementari. Venne certificato dalla FAA il 30 giugno 1970. Peso al decollo 5 675 chilogrammi (12 511 libbre). Il progetto Learjet 24C è stato abbandonato nel dicembre 1970. Nessun esemplare costruito.

### Learjet 24D
Simile al Learjet 24C, tuttavia vennero sostituiti i serbatoi nella fusoliera con il conseguente aumento della portata e del peso massimo al decollo pari a 6 129 chilogrammi (13 512 libbre). Ha ricevuto il certificato della FAA il 30 giugno 1970. Ha rimpiazzato la produzione del 24B Sono state costruite diverse versioni prima della cessazione della produzione, avvenuta nel 1980.. Ne furono costruiti 99 esemplari.

### Learjet 24D/A
Versione leggera, con un peso massimo al decollo limitato a 5 669 kg (12 500 libbre). Ha ottenuto il certificato della FAA il 31 luglio 1970.

### Learjet 24E e 24F
Due versioni annunciate nel 1976, il 24E e il 24F. In queste due versioni è stata introdotta una nuova ala bombata e sono stati apportati miglioramenti aerodinamici per ridurre lo stallo e la velocità di avvicinamento. Nel 24E non è stato installato un serbatoio carburante con un carico utile elevato, il che riduce l'autonomia in volo. Queste versioni sono state dotate di due General Electric CJ610-8A in grado di generare una spinta di 2 950 lbf (13,1 kN). L'FAA ha certificato entrambe le versioni nel 1976. Il 15 aprile del 1977, l'ente statunitense per l'aviazione civile ha approvato la quota di tangenza operativa, per questo velivolo, di 51 000 piedi (16 000 metri), il livello più alto mai raggiunto nel settore dell'aviazione civile. Furono in tutto 29 gli aerei costruiti appartenenti a questa variante.

## Galleria d'immagini

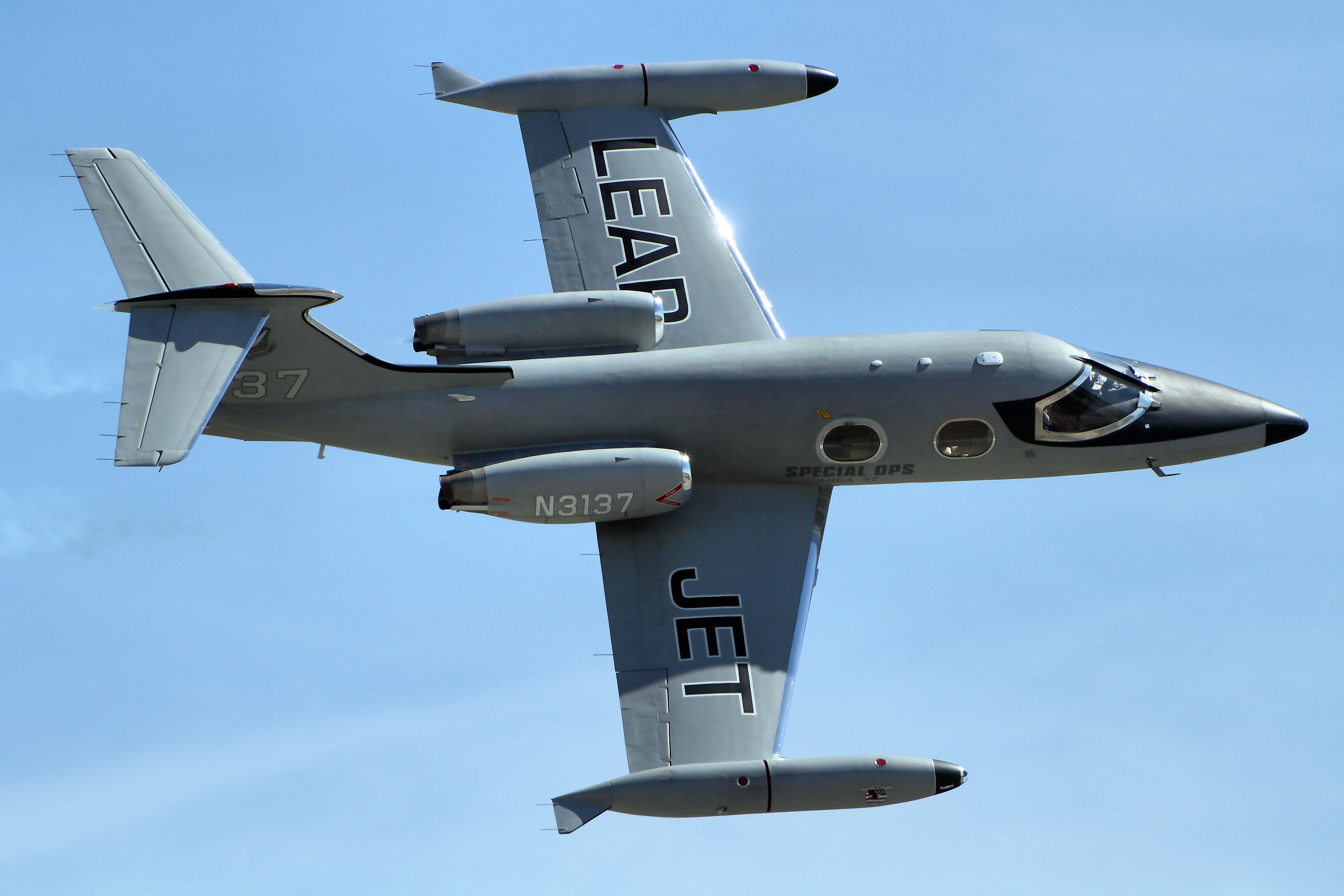
Un Learjet 24 in esibizione durante un Airshow nel 2014.
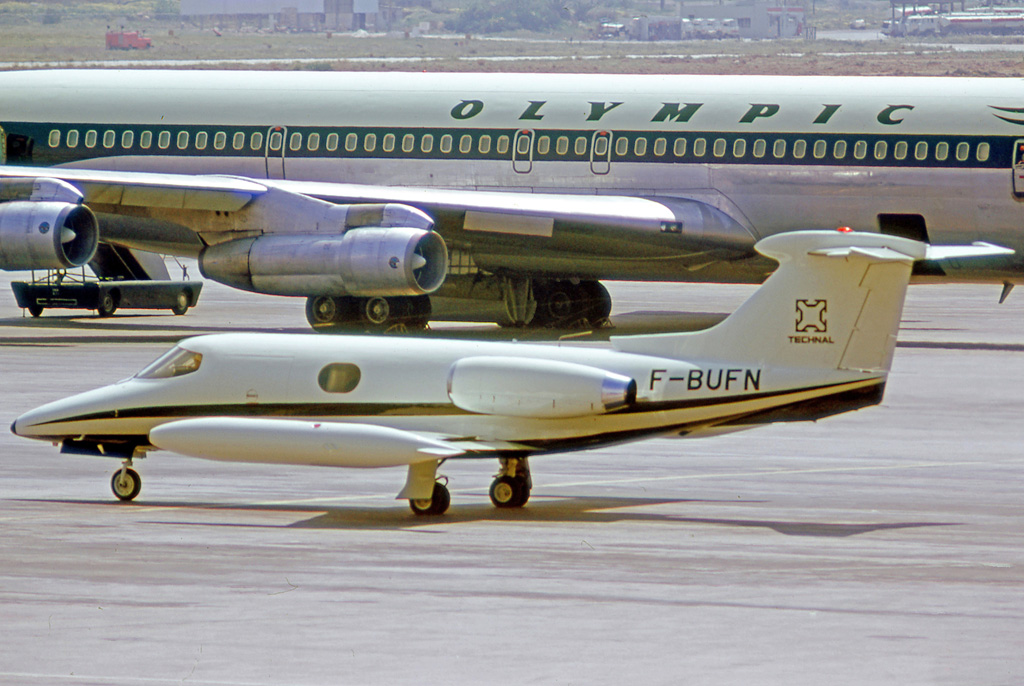
Un Learjet 24 all'Aeroporto di Atene-Ellinikon nel 1973.
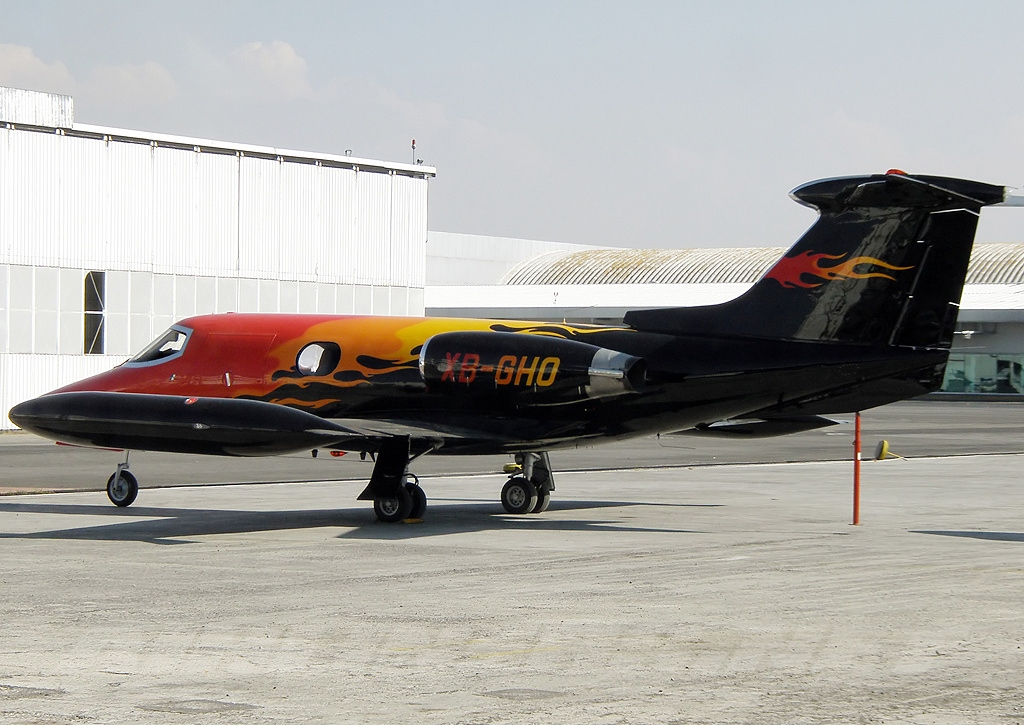
Particolare della parte posteriore di un Learjet 24.
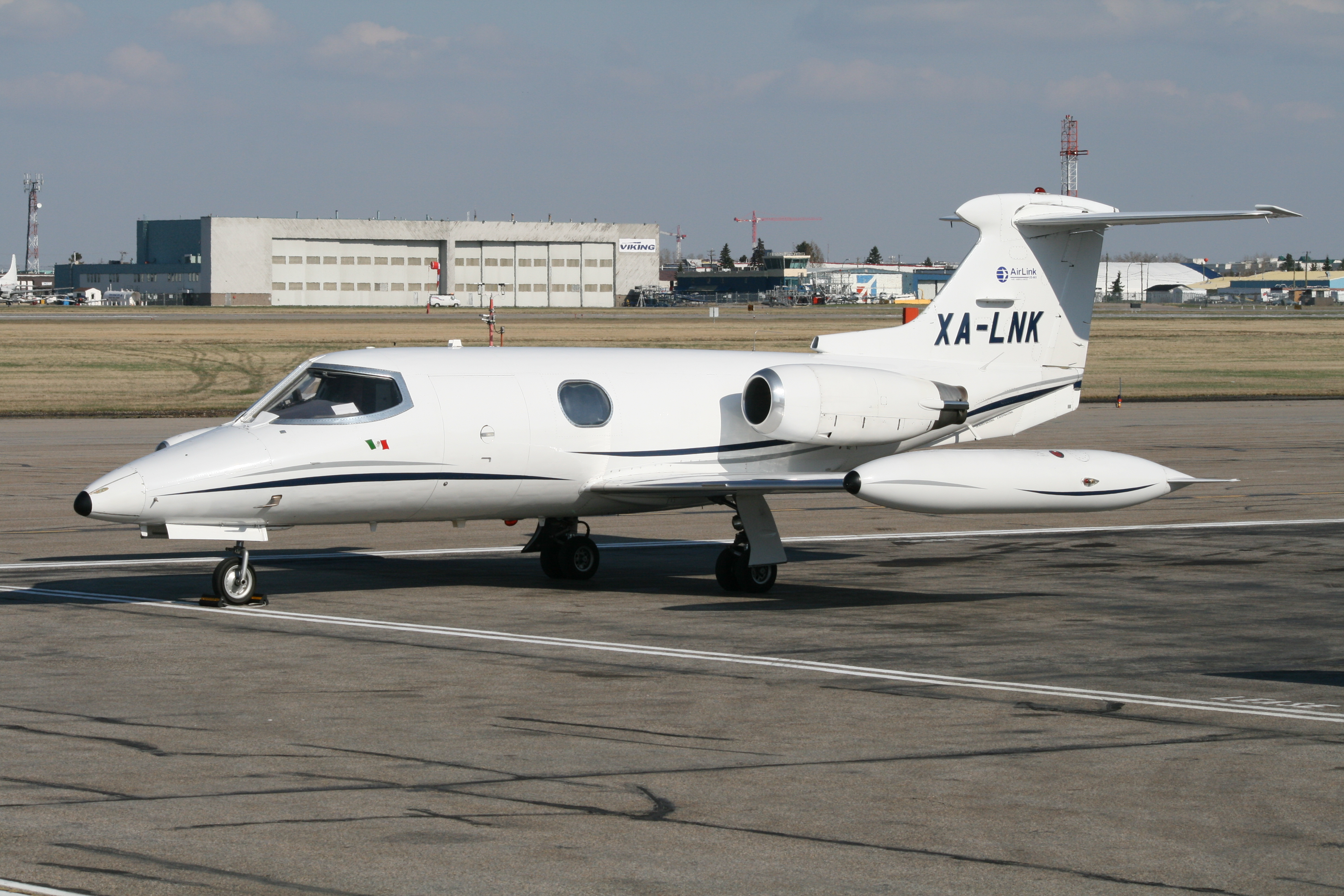
Particolare della parte anteriore di un Learjet 24.